# Phrurotimpus dulcineus
Espèce
Phrurotimpus dulcineus est une espèce d'araignées aranéomorphes de la famille des Phrurolithidae.

## Distribution
Cette espèce se rencontre aux États-Unis en Floride et au Canada en Ontario,.

## Description
La femelle holotype mesure 2,30 mm et le mâle paratype 1,50 mm.

## Publication originale
- Gertsch, 1941 : New American spiders of the family Clubionidae. I. American Museum novitates, no 1147, p. 1-20 (texte intégral).